# 열역학 온도
열역학 온도(Thermodynamic temperature)는 기체 분자 운동론이나 통계역학과는 구별되는 열역학에서 정의되는 하나의 수량이다.
역사적으로 열역학 온도는 열역학적 일과 열전달간 거시적 관계에서 켈빈으로 정의되었으나 켈빈은 2019년 국제적 동의를 통해 현재의 의미로 재정의되었다.
열역학 온도의 영도를 읽는 것은 열역학 제3법칙에서 특히나 중요하다. 전통적으로 온도의 켈빈 스케일이 사용되며 여기서 측정 단위는 켈빈(단위: K)이다. 295 K는 21.85 °C와 71.33°F에 맞먹는다.

## 같이 보기
- 절대 영도
- 하게도른 온도
- 단열과정
- 볼츠만 상수
- 카르노 기관에너지 효율
- 엔탈피
- 엔트로피
- 에너지 등분배법칙
- 화씨
- 열역학 제1법칙
- 결빙
- 기체 법칙
- 국제량체계
- 이상기체 법칙
- 켈빈
- 열역학 법칙
- 맥스웰-볼츠만 분포
- 상전이
- 플랑크 법칙
- 란씨
- 비열용량
- 융해열
- 기화열
- 온도
- 온도의 단위 변환
- 열복사
- 열역학적 평형
- 열역학
- 삼중점